# Rébellion des Maji-Maji
Pour les articles homonymes, voir Maï-Maï (homonymie).
Partage de l'Afrique
La rébellion des Maji-Maji, ou Maï-Maï, parfois appelée la guerre Maji-Maji était un soulèvement de plusieurs tribus africaines d’Afrique orientale allemande contre les autorités coloniales qui s'était déroulée entre 1905 et 1907.
Les tribus faisant part de la rébellion étaient les Ngoni, les Bunga, les Mwera, les Sagara, les Zaramo, les Matumbi, les Kitchi, les Ikemba, les Bena. De nombreux chefs qui appartenaient à la tribu des Pogoro étaient aussi présents. Les tribus des Hehe, des Changga et des Nyamwezis ne faisaient pas partie des rebelles de la rébellion.
La rébellion des Maji-Maji était un mouvement de masse, d’origine rurale, qui a été sanctifiée et propagée sur le territoire par une religion prophétique. Elle s’était finalement effondrée lorsqu’elle ne tenait plus qu’aux loyautés entre les tribus et lorsque la supériorité militaire des Allemands, en 1907, avait pris le dessus des rebelles africains. Au total, la rébellion avait causé la mort de plus de 200 000 Africains à travers les combats armés ainsi que les famines qui étaient survenues avant et pendant celle-ci.

## Contexte
Le partage de l'Afrique entre les grandes puissances européennes dans les années 1880 attribua plusieurs colonies à l’Empire allemand :
- l’Afrique orientale allemande : aujourd’hui divisée entre une partie de la Tanzanie (l'ancien Tanganyika), le Rwanda, le Burundi et une partie du Mozambique ;
- la Namibie (l'ancien Sud-Ouest africain allemand),
- le Cameroun (l'ancien Kamerun),
- ainsi que le Togoland : aujourd’hui divisé entre le Ghana et le Togo.

Ce partage inscrivait dans la période historique du colonialisme européen en Afrique qui s’était déroulé du début du XIXe siècle jusqu'à la Première Guerre mondiale. Lors de cette période, le continent africain avait été témoin de nombreuses résistances et de rébellions des Africains face à cette invasion européenne. Ces résistances étaient généralement des réponses à l’affermissement définitif de la conquête coloniale qui devenait de plus en plus exigeante et coûteuse pour les Africains.
L’origine de l’empire colonial allemand en Afrique tenait des rivalités impériales des années 1880 entre les grandes puissances européennes ainsi que de la recherche agressive allemande pour obtenir et conquérir le plus de territoire en Afrique lors du partage du continent. Cette conquête du territoire avait débuté avec l’explorateur allemand Karl Peters (1856-1918) qui avait signé un traité avec les chefs locaux de la côte est de l’Afrique. Ce traité avait légitimé la présence allemande sur ce territoire. La conquête allemande avait donc débuté en Afrique orientale à la suite de la signature du traité dans la région qui sera plus tard connue comme étant le Tanganyika. La Compagnie de l'Afrique orientale allemande avait ensuite été créée pour organiser dès 1885 l’administration des colonies allemandes. Pour limiter les conflits avec les Britanniques, un traité avait été signé pour restreindre l’expansion territoriale allemande au nord de la Tanzanie, dans le Kenya actuel.
L’Allemagne utilisait ses colonies africaines pour l’extraction de matières premières telles que l’ivoire et le caoutchouc, ainsi que pour la collecte des taxes imposées auprès des Africains pour payer l’administration coloniale.
L’Allemagne n’avait pas beaucoup de forces de sécurité en Afrique orientale, mais parvenait à entretenir un système de fortifications à l’intérieur du territoire, ce qui lui permettait de maintenir une certaine autorité. Pour compenser cette faiblesse, l’Allemagne fit également usage de tactiques répressives violentes pour dominer la population.
Un impôt par tête avait été introduit en 1898 et la colonie avait largement fait appel aux forces de travail de la population pour construire des routes et diverses infrastructures. En 1902, le gouverneur avait imposé la culture intensive du coton. Les chefs des villages étaient responsables de la supervision de la production, ce qui les exposait souvent à la colère des villageois. La réquisition de forces vives au bénéfice de la puissance coloniale était très impopulaire dans toute la Tanzanie et de nombreux habitants refusaient de se mettre au travail. Cette culture menait les Africains à négliger leur propre terre agricole. Ils étaient sous-payés et battus si jugés pas assez productifs.
La politique coloniale allemande n’était pas seulement impopulaire, mais elle avait également une grande influence sur la vie quotidienne des populations locales. Depuis que les hommes étaient réquisitionnés pour des travaux à l’extérieur, les femmes étaient contraintes de prendre en charge les tâches masculines en plus des leurs, ce qui ne permettait plus d’assurer la subsistance des villages et augmenta le ressentiment contre le gouvernement. En 1905, une sécheresse s'était abattue sur la région et avait provoqué une sérieuse famine. Celle-ci combinée avec l’opposition contre la politique agricole coloniale représentaient des éléments déclencheur de la rébellion contre les autorités allemandes en juillet 1905.
En effet, l’origine de la rébellion ne peut être expliquée par une simple résistance au joug colonial, initiée par des groupes décentralisés qui étaient alors incapables de comprendre complètement l’implication de la présence coloniale sur leur territoire et d’offrir une résistance efficace face à ceux-ci. Elle s’expliquait plutôt par une expérimentation du joug colonial et d’une réorganisation interne de plusieurs tribus qui avaient compris qu’il était impératif de résister aux Allemands et que cette résistance était possible. La rébellion Maji-Maji était ainsi différente des autres rébellions qui étaient survenues à la même époque un peu partout en Afrique pour des motifs semblables. En effet, les mêmes méthodes coloniales qui avaient poussé ces peuples à se révolter étaient présentes partout sur le continent et étaient beaucoup plus violentes ailleurs. Il avait donc fallu un élément déclencheur précis et ciblé dans cette région du continent africain pour initier la rébellion des Maji-Maji : le coton.
Le projet de plantation de coton sur de grandes échelles dans les colonies allemandes avait été mis en place en raison de la piètre productivité des récoltes au nord de l’empire colonial allemand et avait alors été déplacé vers le sud. Le projet avait débuté dans le district de Dar Es Salam en 1902, où à la troisième année de son implantation, les recettes des profits associées au coton entre les chefs, les travailleurs et le Komtnunaherban n’avaient pas été redistribuées comme convenu. Le Komtnunaherban était le comité européen de développement des districts qui fournissait les grains et supervisait la culture du coton et le marketing du produit. L’absence de répartition des recettes jumelée à l’augmentation effrénée des étendues des terres utilisées pour la culture du coton, les heures supplémentaires qui avaient gonflées de 50 à 100% et la sévérité du contrôle sur les plantations qui n’avaient fait que croître, n’avaient fait qu’attiser le désir des rebelles de se soulever face à la présence allemande.
Le peuple du district du Dar Es Salam, les Zaramo, avaient refusé en 1905 d’aller travailler dans les champs de coton et de recueillir l’argent qu’il leur revenait pour la culture du produit. Ce refus s’était ensuite rapidement généralisé dans la région et les chefs s’étaient vus forcés d’engager des femmes et des enfants pour travailler les champs de coton pour remplacer les hommes.
La coïncidence entre les emplacements où la rébellion avait eu lieu et les endroits où ce projet de plantation de coton avait été implanté ne laissait pas de doute sur le fait que celui-ci était l'élément déclencheur de cette rébellion. En effet, les révoltes ne s’étaient faites que dans les endroits où ce projet était en vigueur et avaient débuté au début de la saison de la récolte du coton. De plus, le coton était la cible d’attaque des rebelles un peu partout sur le territoire où ceux-ci étaient brûlés en réaction à l’obligation d’en faire la culture. Les plantations de coton avaient forcé des hommes, des femmes et des enfants de toutes tribus confondues à travailler ensemble pour un gouvernement colonial étranger qui les traitait dans des conditions terribles. Cette culture obligatoire et oppressive avait néanmoins permis une cohésion tribale encore jamais vue sur le territoire africain.
Les raisons qui avaient poussé ces peuples africains à se révolter ne se limitaient toutefois pas juste au coton. En effet, le coton en était grandement responsable puisque les tribus devaient entre autres obligatoirement travailler 28 jours par année sur les terres des colons allemands, ce qui affectait grandement leur propre récolte et leur subsistance. Un autre motif était le manque de bonnes terres agricoles disponible pour les Africains puisque la grande majorité d’entre elles avaient été accaparées par les Allemands. La hut tax et le travail forcé avaient aussi des raisons qui avaient déclenché la rébellion des Maji-Maji.
Les régions qui avaient abrité les rebelles étaient composées d’environ 1 million de personnes. Ces peuples étaient dépourvus de toute unité politique ou sociale avant la rébellion des Maji-Maji. Trois hypothèses pouvaient être formulées pour expliquer la raison pourquoi ces peuples s’étaient organisés et mobilisés pour se rebeller ensemble contre les Allemands :
- Les rebelles avaient pu s’organiser selon le principe tribal et donc, ceux-ci s’étaient rassemblés en fonction des anciens regroupements politiques et culturels datant d’avant la colonisation[7].
- Ils avaient pu utiliser leur amertume commune face aux pressions économiques et sociales allemandes. Des pressions telles que : l’implantation de l’impôt, les méthodes brutales pour collecter ces impôts, le travail forcé pour bâtir des routes ou pour la culture du coton, le remplacement du rôle traditionnel des chefs de tribus pour des agents de relai à la collecte de l’impôt et comme superviseur de la productivité des récoltes allemandes[7].
- À travers l’utilisation de principes religieux de rassemblement[7].

Il était toutefois avancé que ces trois principes avaient très probablement été utilisés à des moments et à des endroits différents tout au long de la rébellion. Ils avaient permis un rassemblement et une unité africaine sans pareille qui n’avaient jamais été vus auparavant dans aucune autre colonie en réaction à la présence coloniale.
La rébellion des Maji-Maji a pris son idéologie et son engagement du docteur Ngwale, connu sous le nom de Kinjikitile Ngwale. Ce sorcier faisait la promotion du maji, un mélange de graines de maïs, d’eau et de sorgho qui devait créer une immunité face aux balles allemandes.
En effet, c’était au tout début du 20e siècle que le sorcier s’était dit être possédé par l’esprit du dieu serpent et avait commencé à répandre des pensées anticolonialistes dans la région du sud de l’empire allemand africain à partir du lieu de pèlerinage de ses adeptes à Ngarambi. Il glorifiait l’utilisation de cette eau magique (maji en Swahili) qui pouvait assurer leur victoire militaire face aux Allemands. Il avait ainsi réussi à acquérir de nombreux adeptes à sa cause et lors de son arrestation et de son exécution par les Allemands en 1895 sous charge de trahison, le désir de rébellion et de révolte de ses adeptes n’avait fait qu’augmenter.

## Rébellion
Les rebelles étaient peu armés (essentiellement de lances et de flèches), mais ils étaient nombreux. Partis des collines du territoire Matumbi (en) au sud de l'actuelle Tanzanie, ils avaient attaqué les garnisons allemandes qui se trouvaient sur leur chemin. La rébellion Maji-Maji avait donc débuté le 31 juillet 1905 lorsque les travailleurs africains des collines de Matumbi refusent d’aller travailler dans les champs de coton. Elle était donc directement reliée et initiée par le refus d’obéir aux ordres des colons allemands qui dictaient le début de la récolte du coton. Ce mouvement rebelle s’appelait Jujila ou Jwiyila.
Dans ses débuts, la rébellion n’était pas organisée et était sporadique. Les rebelles s’attaquaient à la fois aux missionnaires et aux administrateurs allemands. Ensuite, à partir des montagnes de Matumbi, la rébellion s’était propagée rapidement au nord à Uzaramo, au sud à Liwale et au nord-est à Kilosa, Morogoro et à Kisaki. La première unité de révolte était située au centre de Rifiji et la seconde dans la vallée de Lukuledi (Hunt Davis, 2005). Le mouvement s’était aussi répandu dans la vallée de Kilombero, dans le plateau de Mahenge et à Uzungwa.
Au sud de la colonie, les forces allemandes étaient montées à 458 soldats européens et 588 indigènes. Leur force de feu supérieure leur donnait cependant l’avantage. À Mahenga, plusieurs milliers de guerriers Maji-Maji, étaient menés par un autre sorcier et marchaient sur le cantonnement allemand défendu par le lieutenant Von Hassel avec soixante soldats locaux et une mitrailleuse, qui avait fait de nombreux morts parmi les Maji-Maji.
L’administration allemande avait décidé d’ignorer les premiers stages de la rébellion en voyant celle-ci comme étant mineure et causée par la sorcellerie et la consommation abusive d’alcool après une bonne récolte. Elle avait donc été prise de court par la férocité et la diffusion rapide de la rébellion.
Au plus fort de la révolte, les Ngonis s'étaient joints au mouvement et lui apportaient 5 000 hommes. Les troupes allemandes, armées de mitrailleuses, partaient de Mahenga vers le camp des Ngonis qu’elles avaient attaquées le 21 octobre. Les Ngonis avaient battu en retraite en s’écriant : Le Maji est un mensonge ! Ce point tournant de la rébellion, à Mahenga, une ville à 290 km à l’ouest de Dar Es-Salaam, avait marqué la fin du peuple Ngoni qui avait été massacré par les Allemands lors de cette bataille.
Devant l’ampleur de la rébellion, le gouverneur allemand, le comte von Götzen avait réclamé des forces supplémentaires au gouvernement allemand. Guillaume II lui avait envoyé immédiatement deux croiseurs. Des renforts étaient arrivés également de Nouvelle-Guinée. En octobre, Götzen avait reçu un millier de soldats allemands, ce qu’il pensait suffisant pour contenir la révolte.
Trois colonnes se dirigeaient vers le sud et détruisaient les villages, cultures et autres sources de nourritures des rebelles. Leur force de feu leur permettait de repousser efficacement les attaques, à l’exception d’une embuscade à la traversée de la rivière Ruhuji. En avril 1906, le sud-ouest était maîtrisé.
Cependant, ailleurs dans la région, les troupes allemandes rencontraient davantage de difficultés. Le comte von Götzen avait démissionné et il avait été remplacé par le baron Von Rechenberg. Début mai 1906, une colonne de 47 hommes sous les ordres du lieutenant Gustav von Blumenthal était tombée sous des attaques continuelles en tentant de marcher de Songea vers Mahenga. Les Allemands avaient alors décidé de se concentrer sur Kitanda.
La campagne du sud-est avait dégènéré en une guérilla qui avait provoqué une famine dévastatrice. Il fallait attendre août 1907 pour voir un début de la fin des révoltes et des massacres.
La révolte Maji-Maji avait fait plusieurs centaines de morts chez les troupes allemandes, et 200 000 chez les rebelles (la Tanzanie indépendante, après 1962 évoquera plus de 200 000 morts, dont des civils). Sa répression sanglante avait étouffé toute idée de révolte et la colonie était restée calme jusqu’à la déclaration de la Première Guerre mondiale. Elle s’était donc terminée officiellement en 1907, où avec leur armement supérieur et l’utilisation la méthode des terres brûlées, les Allemands avaient réussi à reprendre le contrôle de leur colonie. L’utilisation des terres brûlées avait mené à de terribles famines qui avaient causé plus de morts que les combats eux-mêmes et avaient fini par décourager définitivement toutes formes de résistances africaines sur le territoire.

## Suites et interprétations
La rébellion Maji-Maji avait été le défi le plus important auquel le pouvoir colonial allemand avait dû faire face en Afrique. La victoire allemande avait changé l’histoire du sud de l'actuelle Tanzanie, en tuant ou déplaçant plusieurs centaines de milliers de personnes. Les premiers nationalistes tanzaniens y avaient vu les premiers signes de l’éveil national d’un peuple, unifiant plusieurs tribus derrière un seul chef pour tenter de renverser un pouvoir étranger. 
Les historiens actuels contestent cette vision des choses, y voyant plutôt une série de révoltes distinctes, motivées par les raisons les plus diverses. La révolte est aussi parfois considérée comme un épisode d’une longue série de guerres commencée bien avant l’arrivée des Allemands dans la région. À l’appui de cette version, on cite l’alliance de certains groupes avec les colons contre des tribus ennemies.
La rébellion des Maji-Maji offre un excellent exemple de comment l’histoire d’un évènement aussi tragique de l'occupation coloniale peut être utilisée au service d'une autre métropole européenne. Les Britanniques, par exemple, avaient pris possession des colonies allemandes à la suite du traité de Versailles à la fin de la Première Guerre mondiale (1914-1918) comme leader du mandat de la Société des Nations. Le Traité de Versailles avait eu comme conséquence de faire perdre à l’Allemagne ses colonies africaines au profit des Britanniques et des autres puissances européennes (Hunt Davis, 2005). Les Anglais avaient décidé de décrire la rébellion des Maji-Maji en mettant l’accent sur les atrocités commises par les Allemands en voulant ainsi justifier et glorifier le contrôle britannique sur le territoire en offrant une comparaison entre leur administration et celle des Allemands. Ils avaient aussi utilisé le fait que les Africains lors de la rébellion Maji-Maji avaient suivi un leader magique ou un sorcier comme motif qui légitimait le fait que les Africains n’étaient pas assez avancés pour se gouverner eux-mêmes et que la gouverne britannique était nécessaire.
De plus, la perception générale comme quoi tous les Africains qui habitaient au sein des colonies allemandes voyaient les Allemands comme des ennemis capitaux n’était pas nécessairement vraie. En effet, à travers l’entrevue de chefs du groupe des Luguru, ceux-ci percevaient les Allemands comme des alliés potentiels contre les Mbunga, qui pillaient leurs villages, et non pas comme des ennemis.   
La rébellion Maji-Maji, bien que d’origine paysanne, n’avait pas été menée que par les paysans pour les paysans. En effet, pour que celle-ci aille réussie à prendre l’ampleur qu’elle avait connue, elle n’avait pu être menée que par des paysans sur une échelle locale. Elle avait en effet nécessité la présence d’un leader charismatique ou d’une prophétie, comme cela avait été le cas pour la rébellion des Maji-Maji, afin d’atteindre un schéma global où l’insertion de principes d’intégration souvent idéologiques était incluse partout sur le territoire et avait permis de mobiliser autant d’Africains et de prendre l’envergure immense qu’elle avait connue.En effet, l’objectif de la rébellion était de changer les choses pour quelque chose de nouveau. Ce retour au neuf avait donc besoin d’une figure centrale, dans ce cas-ci le prophète, qui proclamait un nouvel ordre religieux qui pouvait remplacer l’ancien et d’une nouvelle loyauté entre tribus qui transcendait les anciennes. Ce nouvel ordre ne pouvait être accessible qu’à travers l’utilisation des pouvoirs magiques du Maji qui avait réussi à unir dans une action commune des tribus qui ne l’étaient pas auparavant. L’idéologie du Maji-Maji avait rempli les Africains d’un courage et d’une solidarité dont les Allemands les croyaient incapables.
La rébellion Maji-Maji est aujourd’hui un moteur du nationalisme tanzanien puisque celle-ci représente le combat de ce peuple qui ne croyait pas dans le droit de l’homme blanc à les gouverner et à les «civiliser » et qui s'était alors unie pour résister aux Allemands. Elle est considérée depuis les années 1950 comme l’un des évènements fondateurs de la nation tanzanienne.

## Sources
- (en) Cet article est partiellement ou en totalité issu de l’article de Wikipédia en anglais intitulé « Maji Maji Rebellion » (voir la liste des auteurs).